# District de Karnal
Le district de Karnal (hindi : करनाल जिला)  est un district  de l'état de l'Haryana  en Inde.

## Description
Au recensement de 2011, sa population compte 1 505 324 habitants pour une superficie de 2 520 km2.
Son chef-lieu est la ville de Karnal. 